# Toxey (Alabama)
Toxey est une ville du comté de Choctaw, en Alabama, aux États-Unis,.

## Démographie
| 1950 | 1960 | 1970 | 1980 | 1990 | 2000 | 2010 | - |
| ---- | ---- | ---- | ---- | ---- | ---- | ---- | - |
| 251  | 157  | 304  | 265  | 211  | 152  | 137  | - |

## Source de la traduction
- (en) Cet article est partiellement ou en totalité issu de l’article de Wikipédia en anglais intitulé « Toxey, Alabama » (voir la liste des auteurs).